# Paratelmatoscopus similis
Paratelmatoscopus similis är en tvåvingeart som beskrevs av Quate 1967. Paratelmatoscopus similis ingår i släktet Paratelmatoscopus och familjen fjärilsmyggor. Inga underarter finns listade i Catalogue of Life.